# Macromedia HomeSite

## Macromedia HomeSite
HomeSite — редактор HTML який належить Adobe Systems (до цього він належав Macromedia). HomeSite це не WYSIWYG HTML редактор як FrontPage чи Dreamweaver, а який працює з кодом HTML. HomeSite призначений для редагування, або для «ручного кодування» на HTML, та на інших мовах вебсайтів. Він доступний для Windows платформ.

## Історія
Вперше HomeSite був розроблений у Borland Delphi в 1995 році Bradbury Software, заснованій Ніком Бредбері. У березні 1997 корпорація Allaire, із Кембриджа, штат Массачусетс (заснована братами Джеремі і Аллаір) придбали HomeSite та Нік Бредбері приєднався до Allaire. Після того я Нік пішов з Allaire, він почав роботу над XHTML/CSS редактором TopStyle та RSS клієнтом FeedDemon. Macromedia придбала Allaire у 2001 році і була, в свою чергу, придбана компанією Adobe у 2006 році.
В Allaire була створена версія HomeSite як IDE для ColdFusion. Ця версія в результаті була об'єднана Macromedia з Dreamweaver MX де її називали HomeSite+. Розробка HomeSite продовжувалась паралельно та вона продавалась окремо.
Коли HomeSite належав Ніку, а потім Allaire у неї було багато прихильників. Хоча в той час багато компаній виробників програм використовували WYSIWYG редактори (Що Ви Бачите Те Ви Отримаєте) для створення сайту де користувач не бачив коду, Нік Бредбері створив продукт у якому центральне місце займав код і який був популярний серед тих хто надавали превагу роботі з кодом. Ця концепція назвалася «Ви Бачите Те Що Вам Потрібно».
Потім він вбудував різні засоби щоб користувач міг перероблювати інтерфейс та розширювати функції. Allaire зберігала цю концепцію тому що її цільовий ринок користувачів ColdFusion також ставили на центральне місце код. Розробники в Allaire розширили первинну версію HomeSite новими можливостями такими як: підсвічування синтаксису, вбудоване створення сценаріїв та VTML для розуміння самих тегів та редактора тегів.
Нік Брадбері та Allaire підтримували політику наявність відкритого форуму підтримки для зацікавлених у їх продукті, як для спеціалістів, так і для новачків. Фанати HomeSite сприяли розвитку програми роблячи пропозиції та удосконалюючи їх. Розробники брали участь в обговореннях і приймали до уваги усі пропозиції користувачів. Allaire задіювала відкритий форум для бета-версій програм. Allaire використовувала HomeSite як відносно масовий ринковий продукт, зберігаючи ціну в 99$, за що та і набула широке поширення. Ідея була привернути якомога більше web-розробників використовуючих HomeSite, і потім познайомити їх з ColdFusion.
Allaire збільшила співтовариство користувачів HomeSite з 25,000 чоловік в 1997 до 400,000 — в 2001. Співтовариство користувачів ставилося вище за дохід. І користувачі відповідали визнанням і прихильністю до інструменту, підтримуючи один одного, створюючи і спільно використовуючи великий вибір можливостей HomeSite. Macromedia ліцензіювала копію HomeSite і включила в Dreamweaver 1.0. Це OEM дало початок спорідненості між компаніями, що у результаті послужило причиною покупки Allaire компанією Macromedia в 2001 році. Macromedia була в свою чергу придбана Adobe в 2006 році.

## Версії
- Homesite 1.x (Вересень 1996)
- Allaire Homesite 2.0
- Allaire HomeSite 3.0 (Листопад 1997)
- Allaire HomeSite 4.0 (Листопад 1998)
- Macromedia HomeSite 5.0 (2001)
- Macromedia HomeSite 5.2 (Січень 2003)
- Macromedia HomeSite 5.5 (Вересень 2003)

Є також інша версія названа HomeSite+ яка включена в Dreamweaver MX 2004 і вище. HomeSite+ має додаткові функції для прикладного розширення, і взагалі аналогічний версії HomeSite раніше названої ColdFusion Studio.

## Можливості
- Інтерфейс, що настроюється та який включає панелі інструментів
- Підсвічування синтаксису коду ASP, CFML, CSS, HTML, Java, JavaScript, JSP, Perl, PHP, SQL, VBScript, VTML і XHTML
- Керування проектами та вбудований FTP керувати та завантажувати вебсайти.
- Вбудований браузер
- Підтримка XHTML 1.0